# Kostel Povýšení svatého Kříže (Chyše)
Kostel Povýšení svatého Kříže (nebo též Zvěstování Panny Marie) je raně barokní římskokatolický chrám ve městě Chyše (v části Chýšky ležící v katastrálním území Podštěly) v okrese Karlovy Vary. Kostel pochází ze 2. poloviny 17. století, v současnosti není využíván.
Je chráněn jako kulturní památka České republiky.

## Historie

### Od založení do konce druhé světové války
Původně gotický kostel byl postaven v období kolem poloviny 14. století. První zmínku o kostele můžeme hledat v roce 1358. Během 17. století byl původní kostel poničen. Následně byl roku 1710 kostel dokončen, jeho stavitelem byl Johann Baptist Rappa. V kryptě pod kostelem  byli pohřbeni zakladatelé barokního kostela, Karel Jiří Václav Michna z Vacínova (1658–1710) a jeho manželka Anna Ludmila Michnová, rozená Kolovrat-Krakovská. Raně barokní kostel pochází z 2. poloviny 17. století. Základní kámen byl položen 5. prosince 1697. V roce 1854 proběhla celková rekonstrukce kostela pod dohledem pražského architekta Ignáce Ullmanna. Počátkem 20. století byla provedena poslední rekonstrukce kostela financovaná obcí, místním obyvatelstvem i organizací německých rodáků. Další záznamy o opravách pocházejí z let 1914 a 1937. Po vysídlení německého obyvatelstva začal kostel chátrat.
Ke kostelu vede Křížová cesta, založená roku 1863. V současnosti se z ní dochovala jen torza v podobě žulových stél.

### Poválečné opravy
Roku 1969 byla provedena oprava a běžná údržba kostela. Nicméně v roce 1970 byl kostel v tak dezolátním stavu, že ze strany církve a obce bylo zažádáno o schválení demolice kostela. Odpověď z památkového úřadu však byla jednoznačná. Za žádnou cenu nesmělo dojít k zbourání tak významné památky. Následně bylo doporučeno urychlené provedení oprav, a to zejména střechy. Rok 1991 znamenal pro kostel rekonstrukci krovu a střechy. V roce 1993 byly přemístěny hroby, a to z estetických důvodů, bylo nařízeno esteticky významné hroby přesunout a hroby s rozbořenými náhrobky odsunout. Následně roku 1996 bylo nařízeno dokončení oprav a natření části fasády, dále také provést opravu oken. V blízké době nejsou plánovány žádné opravy, a to hlavně z důvodu nedostatku financí na řádnou rekonstrukci. Například v hlavním průčelí je několik soch, které vyžadují renovaci, ale náklady na renovaci každé ze soch se pochybují okolo čtvrt milionu korun.

### Současnost
V současné době je kostel zavřený, nevyužívá se k žádným církevním obřadům a nelze se do něj dostat. Stav západní a severní fasády kostela je havarijní, stejně jako stav barokních soch v průčelí. Jižní fasáda kostela byla nedávno natřena, stejně jako čtyřboká márnice při východní zdi hřbitova a výklenková kaple v hřbitovní zdi.

## Popis

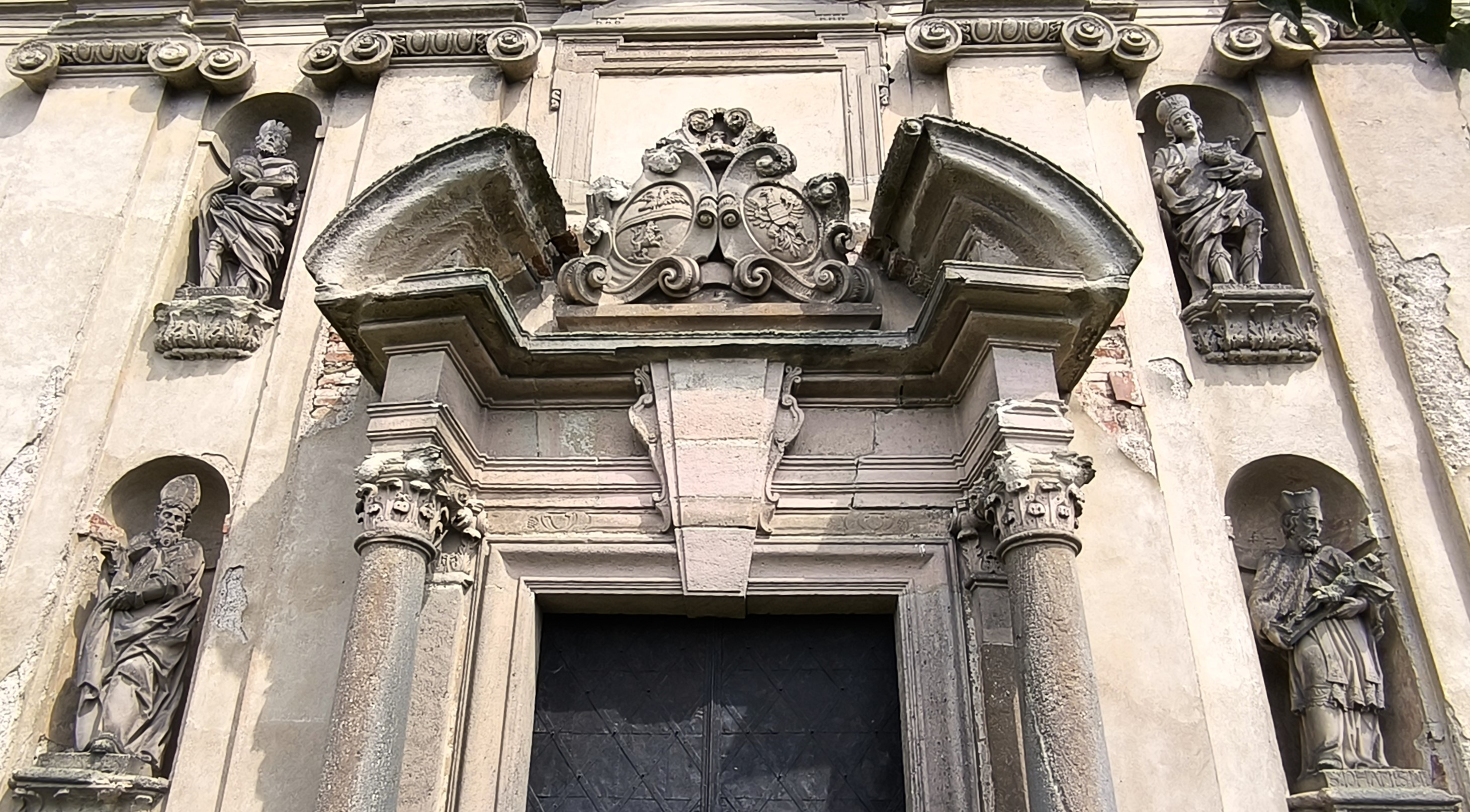
Portál kostela s erby zakladatelů ve štítu a se sochami českých patronů

Kostel má dvouvěžové průčelí, je trojlodní bazilikou s trojbokým závěrem, jeho presbytář je uvnitř půlkruhový. Fasády jsou svisle členěné pilastry. Hlavní průčelí je tříosé, ploché, členěné dvojicemi pilastrů, portál je plasticky výrazný, rámovaný dvěma korintskými sloupy, se zdvojeným překladem. Do rozeklaného štítu je vložena dvojice aliančních erbů zakladatelů chrámu: hraběnky Anny Ludmily Kolovrat-Krakovské a jejího druhého manžela Karla Jiřího Václava Michny z Vacínova. Po stranách portálu jsou dvě dvojice nik, v nichž jsou vsazeny dvě dvojice soch českých patronů: dole sv. Vojtěch a sv. Jan Nepomucký, nad nimi sv. Zikmund s královskou korunou a jablkem (žezlo ulomeno) a sv. Vít s kohoutem na knize. Zdvojená korunní římsa odděluje první patro, v něm jsou v nikách vsazeny sochy sv. Václava a sv. Ludmily. Nad nimi uprostřed je nika se sochou sv. Josefa a nejvýše na vrcholu volutového štítu stojí socha Panny Marie s Ježíškem.
Ve dvou patrech jsou nad sebou dvojice sdružených oken, v dolním patře s trojbokým štítem a v horním s lunetovým štítem. Ve věžích jsou obdélná okna s polokruhovým záklenkem. 

### Interiér
Presbytář a hlavní loď jsou sklenuty valenou klenbou s výsečemi. Nad bočnmi loděmi se nacházejí empory. Zařízení kostela pochází z 1. poloviny 18. století. Hlavní oltář je rámový.

## Hřbitov
Hřbitov ze čtyř stran obklopuje kostel. Hroby jsou více než z poloviny zrušeny a náhrobky zlikvidovány. Menší část se dosud užívá. Ve hřbitovní zdi jsou dvě výklenkové kaple, nově opravené německými pozůstalými, stejně jako některé německé hrobky či hroby. 
V novogotické hrobce s mariánským reliéfem jsou pohřbeni němečtí vojáci padlí v letech 1915-198 (v jižní výklenkové kapli). 

## Fotogalerie

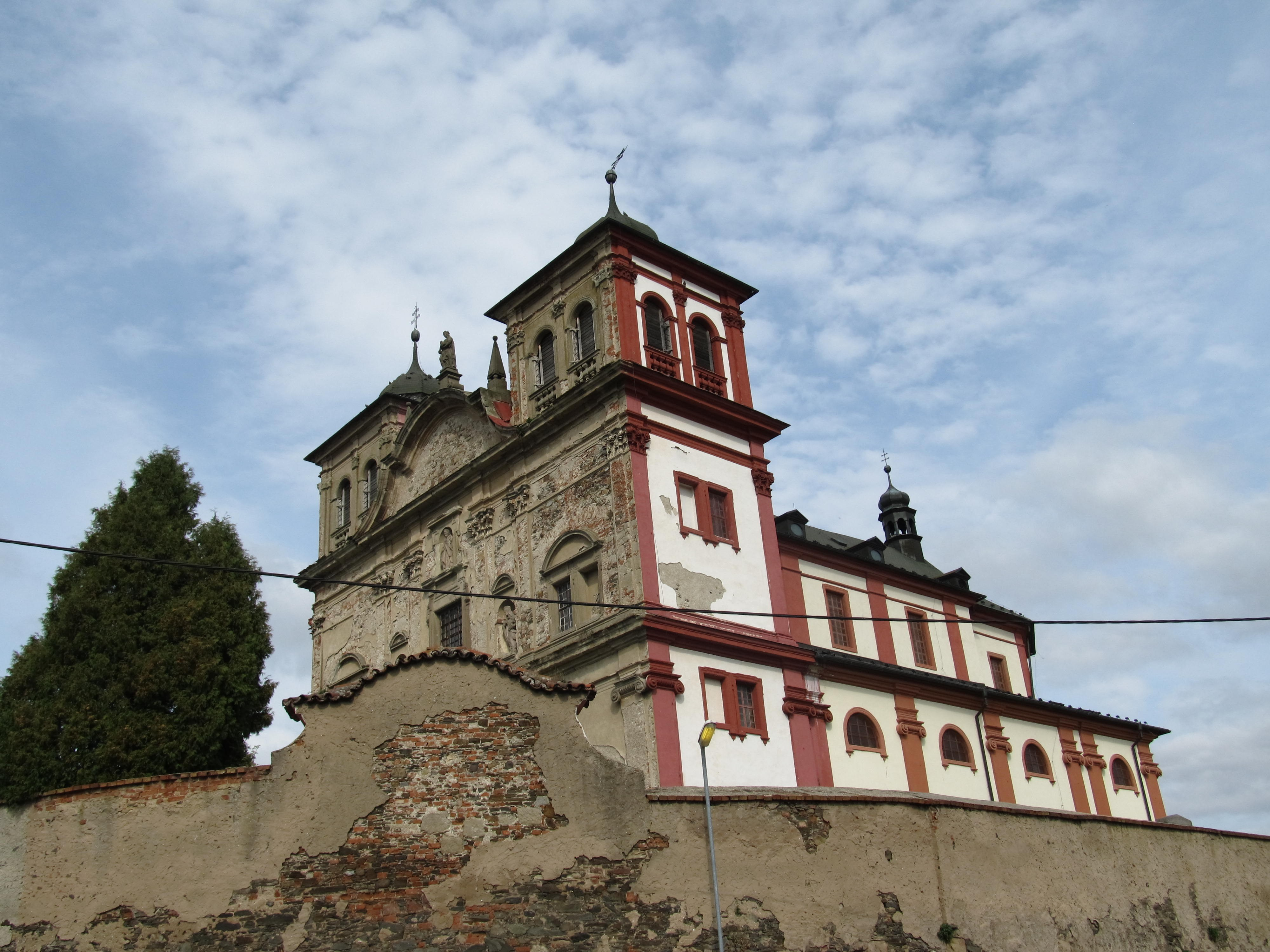
Kostel Povýšení Svatého Kříže od jihozápadu
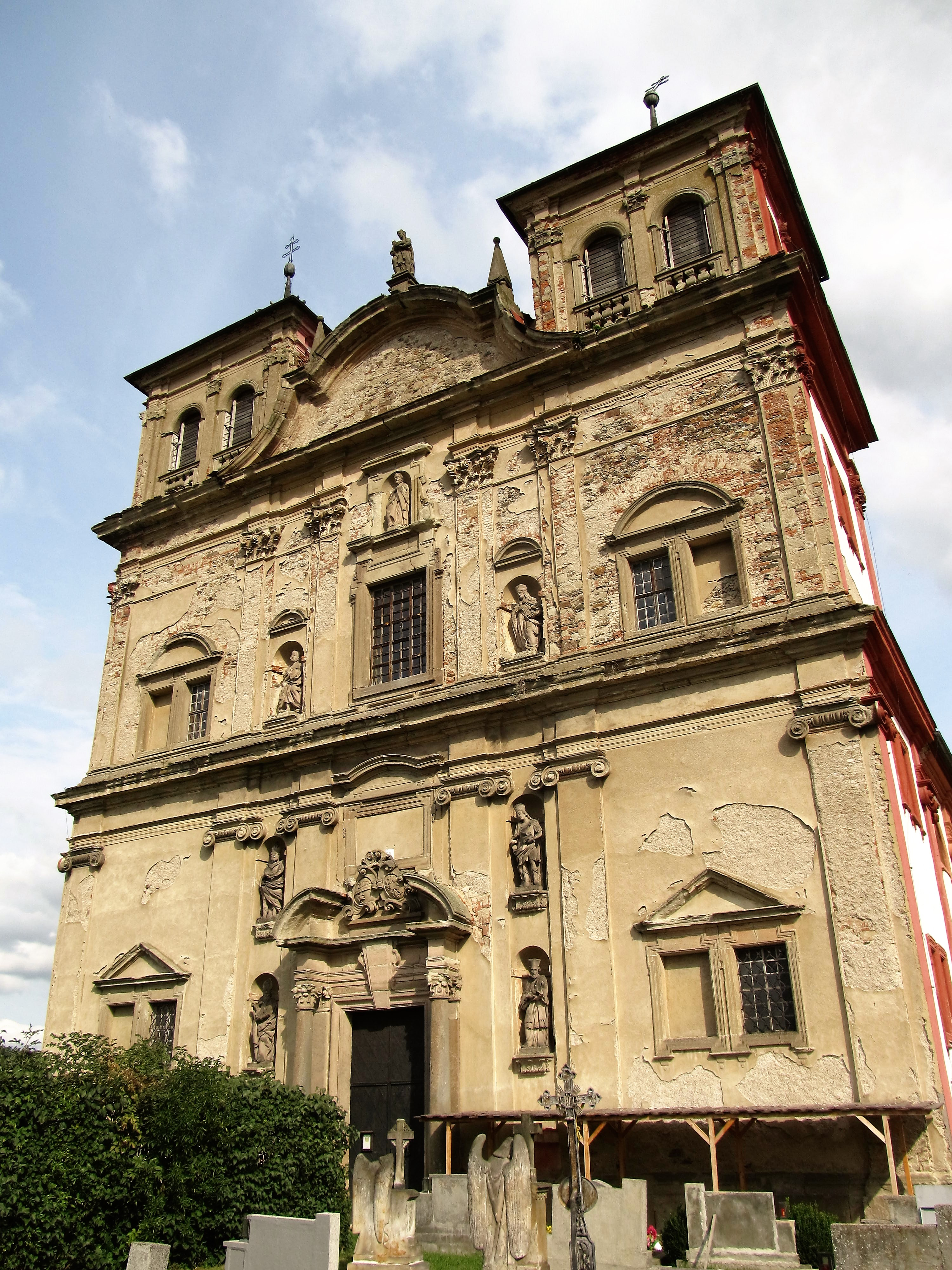
Západní průčelí kostela
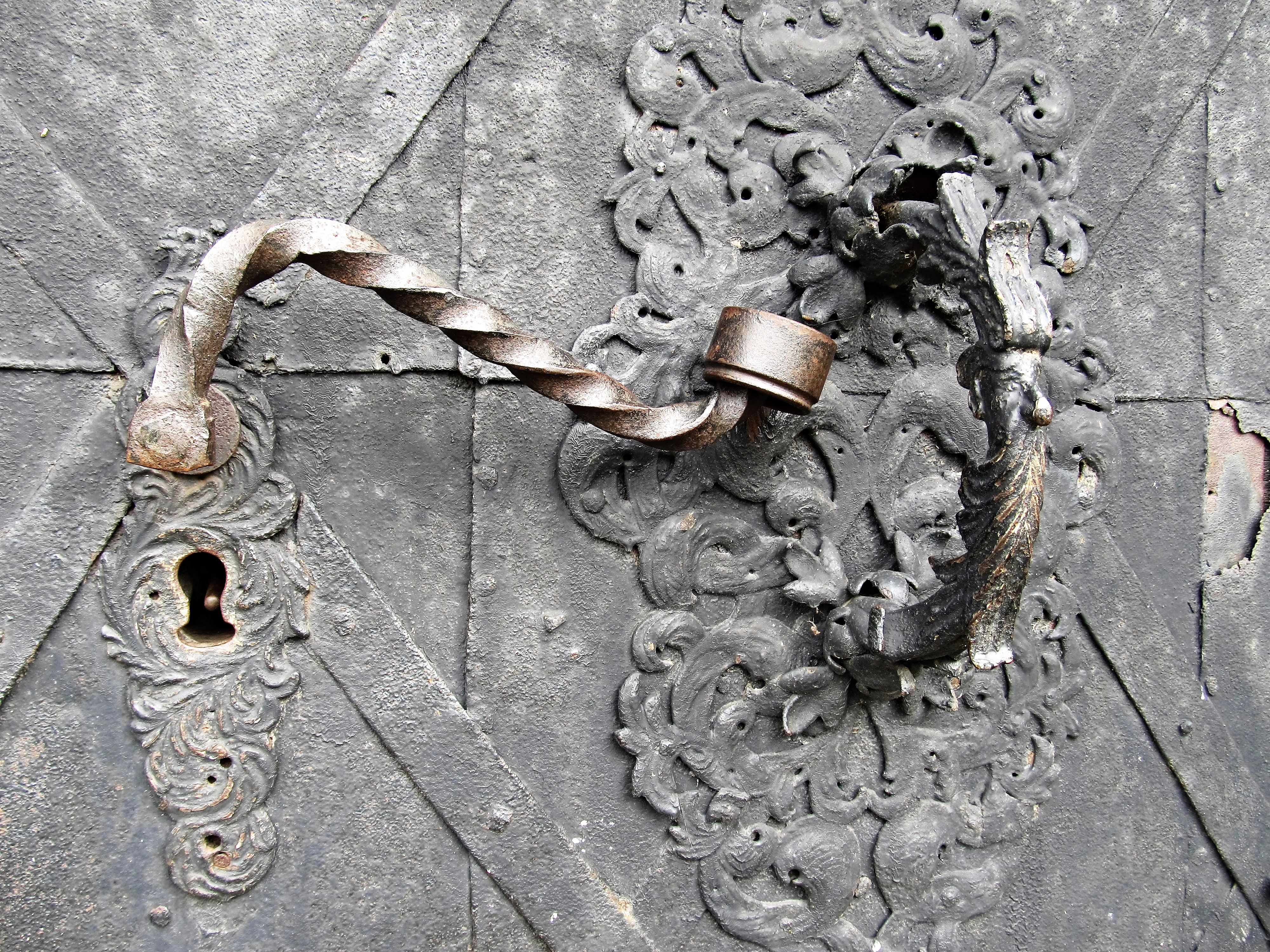
Kování kliky kostela
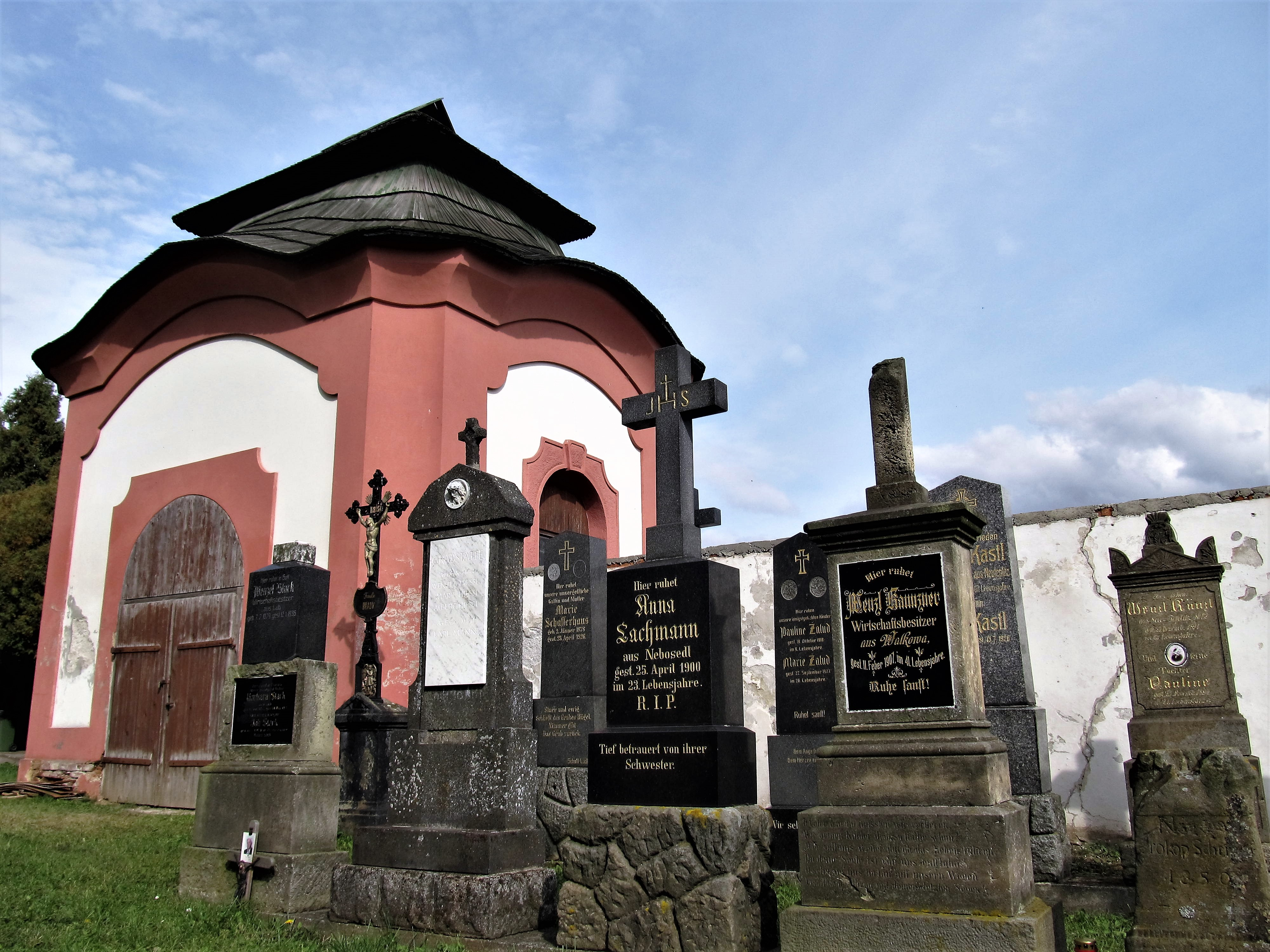
Hřbitovní kaple a německý hřbitov
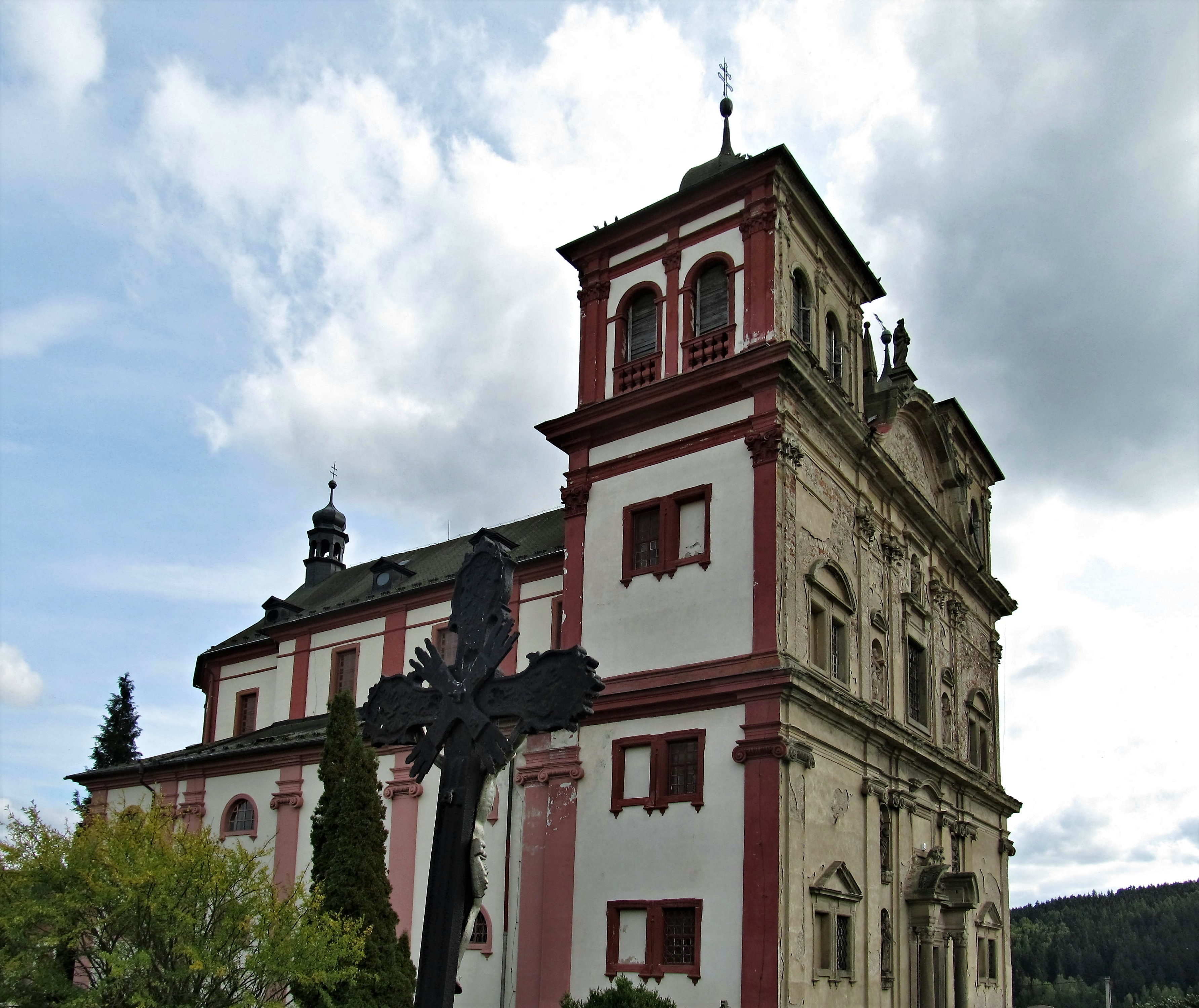
Kostel od severozápdu